# Viksvė
Viksvė je říčka 4. řádu na západě Litvy, v Žemaitsku, levý přítok řeky Yžnė, do které se vlévá 14,9 km od jejího ústí do řeky Akmena, 1,5 km na sever od vsi Bytlaukis. Pramení na jižním okraji vsi Padvarninkai, 3,5 km od městysu Laukuva. Teče zpočátku směrem západoseverozápadním, u vsi Gulbės se stáčí k jihu a k jihovýchodu, těsně před ústím protéká rybníkem. Většina toku probíhá ve vyvýšené rovinaté krajině, ale dolní tok je v kopcovitější krajině, kde protéká říčním údolím o šířce 200 - 250 m.

## Přítoky
- Levé:

| Hydrologické pořadí | Řeka   | Délka (km) | Povodí (km²) | Vzdálenost od ústí (km) | Ústí kde  | Koordináty ústí                  |
| ------------------- | ------ | ---------- | ------------ | ----------------------- | --------- | -------------------------------- |
| 16010529            | Rungys | 5,8        | 14,5         | 4,2                     | Pykaičiai | 55°34′40″ s. š., 22°17′52″ v. d. |

a několik dalších nevýznamných levých i pravých přítoků.